# Flúðir
Flúðir is een klein plaatsje in het district Hrunamannahreppur in het zuidwesten van IJsland. Het aantal inwoners bedraagt ongeveer 420. Bron van inkomsten is wat landbouw en door de aanwezigheid van warmwaterbronnen kan men daar kassen verwarmen. Een aantal van deze bronnen waren in vroeger tijden geisers, met name de bronnen aan het riviertje Litla-Laxá. In de kassen van Flúðir vindt de grootste IJslandse paddenstoelenproductie plaats. Niet al te ver van Flúðir liggen de beroemde Geysir en de Gullfosswatervallen.